# St. Stephan (Marktsteft)

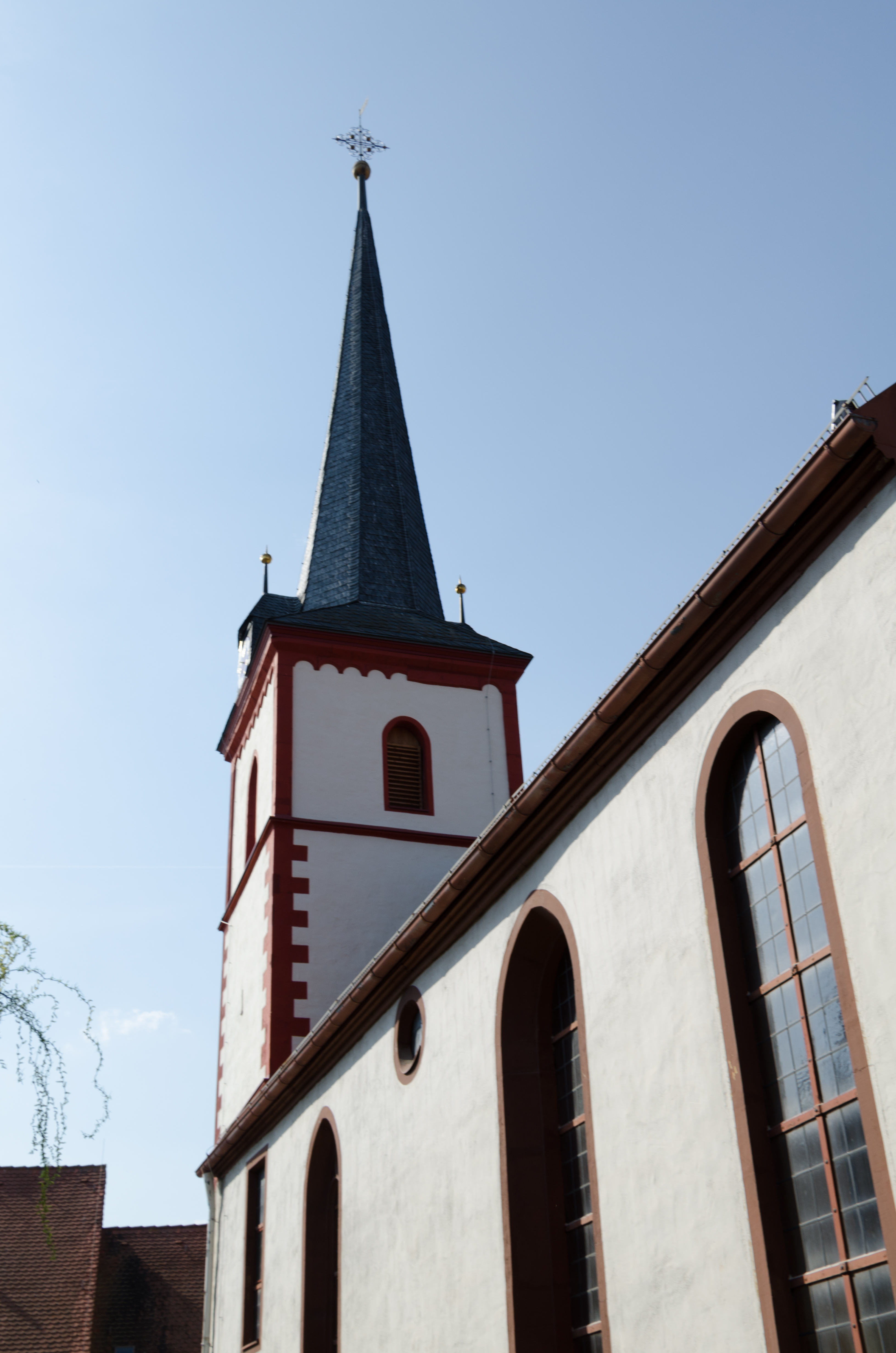
Die Kirche in Marksteft

Die Pfarrkirche St. Stephan ist das evangelisch-lutherische Gotteshaus der Stadt Marktsteft im unterfränkischen Landkreis Kitzingen. Das Gotteshaus liegt inmitten der Kirchenburg Marktsteft an der Herrnstraße im Ortskern. Sie gehört zum Evangelisch-Lutherischen Dekanat Kitzingen.

## Geschichte
Die Geschichte der Kirche ist eng mit der des Dorfes verbunden. Aus einem Gutshof entstand wohl das Dorf Marktsteft. Schnell etablierte sich inmitten des Ortes eine Kirche. Grundherren des Dorfes waren die Grafen zu Castell. Ihnen gelang, es in Marktsteft eine Eigenkirche zu errichten, weil das Dorf am Rand des Bistums Würzburg lag und der Einfluss des Fürstbischofs deshalb schwach war. Die Grafen sorgten für den Erhalt der Kirche und bestimmten die Geistlichen. Das Kirchenpatronat der Grafen zu Castell erlosch erst am 10. Juni 1969.
Die Grafen versuchten ihren Einfluss weiter auszubauen und erhoben um 1337 das Gotteshaus zu einer Pfarrkirche. Sie war dem heiligen Stephanus geweiht, dessen Porträt auch im heutigen Wappen der Gemeinde Marktsteft enthalten ist. Die Kirche war dem Archidiakonat Iphofen im Bistum Würzburg zugeordnet. Nachdem die Markgrafen von Ansbach, die mittlerweile als Dorfherren Marktstefts aufgestiegen waren, die Reformation in ihrem Herrschaftsgebiet eingeführt hatten, wurde auch die Stephanuskirche evangelisch.

Das Wappen Marktstefts mit der Darstellung des Kirchenpatrons Stephanus

Der Pfarrer Johann Heyn weigerte sich allerdings zunächst, die neue Lehre zu predigen. Erst unter seinem Nachfolger Konrad Hartsfelder wurde die Gemeinde 1534 endgültig evangelisch. Im Jahr 1564 brannten große Teile des Dorfes nieder, die Kirche war von diesem Brand allerdings wahrscheinlich nicht betroffen. 1571 wurde die bisherige Filialkirche, die Michaelskirche im nahen Michelfeld, aus Marktsteft ausgepfarrt, obwohl der damalige Pfarrer Rotenberger die Trennung nicht wollte.
Die Casteller Grafen, deren Einfluss in Marktsteft nach dem 15. Jahrhundert geschwunden war, stritten in dieser Zeit häufig mit den Markgrafen von Ansbach. Dennoch konnte im Jahr 1608 der neue Turm der Stephanskirche aufgerichtet werden. Das Langhaus und der Chor der Kirche waren inzwischen einsturzgefährdet und die Gemeinde begann im Jahr 1623 mit der Sammlung von Geldern für den Neubau. Dieser Vorgang war mitten im Dreißigjährigen Krieg ungewöhnlich, die Kirche muss also in einem sehr schlechten Zustand gewesen sein.
Für den Neubau schaffte man Holz aus dem weit entfernten Frankenwald heran. Das Langhaus wurde größer gebaut, hierbei musste das Grundstück der Kirche neu versteint werden, weil die Gemeinde kein Recht auf den Bauplatz hatte. Deshalb wurde das Langhaus nur in der Breite erweitert. Der Friedhof, der ursprünglich um die Stephanskirche lag, war bereits 1584 an den Ortsrand verlegt worden. Die Weihe der neuen Kirche wurde am 19. September 1625 (jul.) vom Uffenheimer Dekan Andreas Francisci vorgenommen.
Weitere Erneuerungen erfuhr die Kirche in den Jahren 1737, 1797 und 1868. Pfarrer Knab begann ab 1796 mit einer Sammlung für die Renovierung, die 474 Gulden und 48,5 Kreuzer erbrachte. Im Jahr 1868 legte die Gemeinde einen Außenzugang zum Turm an und schaffte neue Kirchenfenster an. Wilhelm I., König von Preußen, Königin Augusta von Preußen und die Königinmutter von Bayern übernahmen die Kosten.
Im Jahr 1894 kam die Stephanskirche zum neugeschaffenen Dekanat Kitzingen. Zuvor war der Dekan in Kleinlangheim für die Kirche zuständig. Lediglich zwischen 1810 und 1815 war Marktsteft eine eigene Kircheninspektion, eine Art Dekanat. Im 20. Jahrhundert wurde das Gotteshaus zwischen 1970 und 1973 umfassend erneuert. Das Bayerische Landesamt für Denkmalpflege ordnet die Stephanskirche als Baudenkmal ein.

## Architektur
Die Kirche ist geostet und präsentiert sich als Saalbau. Im Osten schließt sie mit einem polygonalen Chor ab, im Westen befindet sich der angebaute Glockenturm, das älteste Element der Kirche. Der Turm schließt mit einem Spitzhelm ab, seine Geschosse sind auch äußerlich durch Gesimse zu erkennen. Im Inneren wurde eine Kassettendecke angebracht, der spitze Chorbogen trennt das fünfjochige Langhaus vom Chor.

## Ausstattung

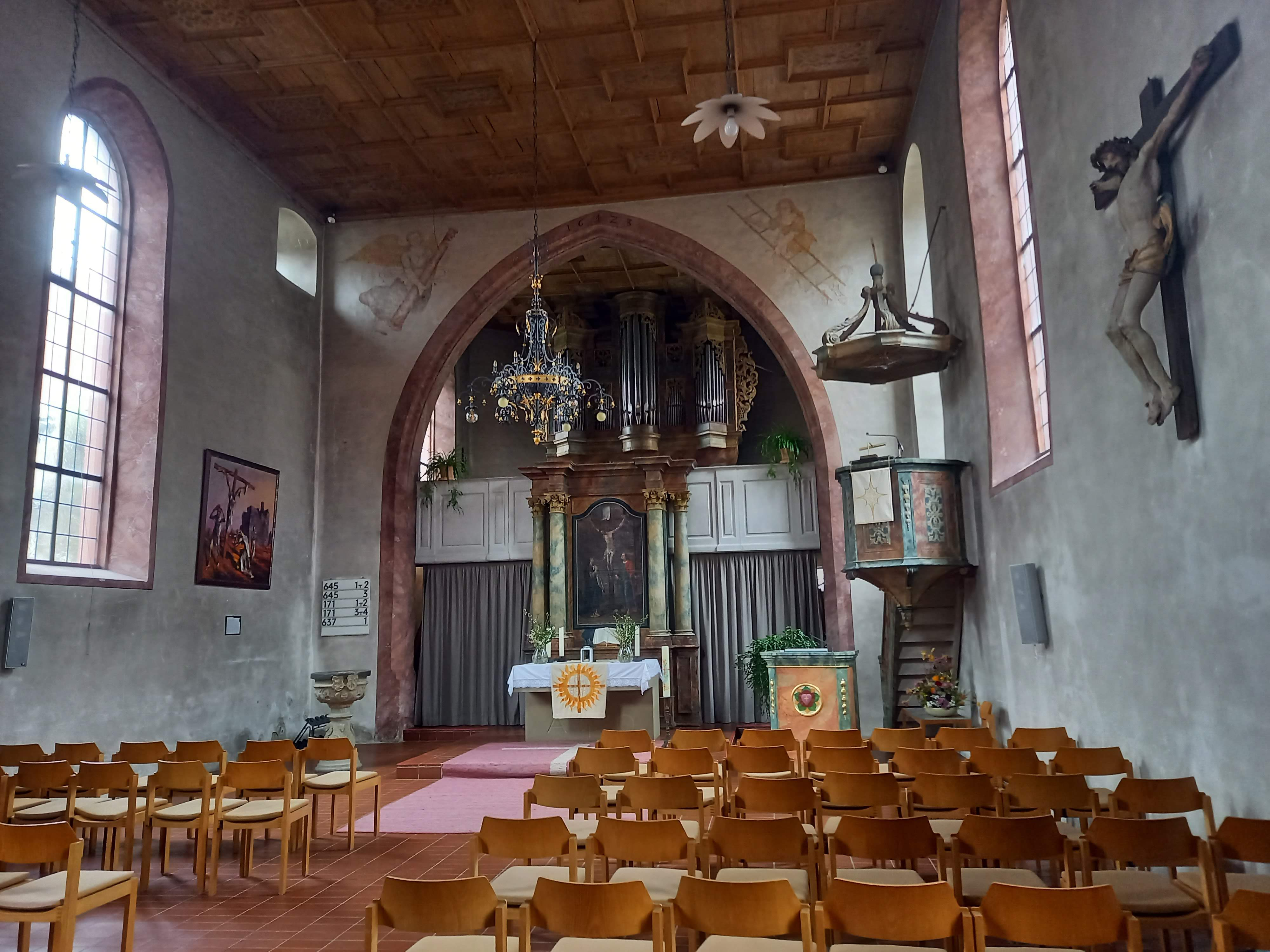
Blick zum Altar und zur Orgel

Die Ausstattung der Kirche wurde im 18. Jahrhundert im sogenannten Markgrafenstil umgestaltet. Die Orgel wurde oberhalb des Altars aufgestellt und vor dem Altar der Taufstein positioniert. Er symbolisiert die Gleichstellung von Wort und Sakrament. Die Ausstattung wurde im 19. Jahrhundert verändert und erst im 20. Jahrhundert wieder rekonstruiert.

### Altar
Der Altar ist noch heute im Chor der Kirche aufgestellt. Er wurde im Jahr 1737 vom Marktstefter Kaufmann Johann Dietrich und vom Büttner Johann Matthäus Full gestiftet. Im Jahr 1739 kam eine Darstellung der Kreuzigung vom Maler Johann Christoph Pitsch in die Kirche. Im Zuge der Erneuerung im 19. Jahrhundert wurde das Gemälde 1868 entfernt und durch ein Christusbild des Nürnberger Malers Weigand ersetzt. Im 20. Jahrhundert erhielt der Altar das alte Blatt zurück.
Der Altar ist viersäulig aufgebaut. Die run den Säulen schließen mit korinthischen Kapitellen ab. Das Gebälk darüber ist verkröpft. Den Mittelpunkt bildet das Bild von Pitsch, das den Gekreuzigten mit den Assistenzfiguren Maria (links) und dem Evangelisten Johannes (rechts) zeigt. 1868 kamen fünf Statuetten der Evangelisten und Johannes des Täufers auf das Gebälk des Altars. Heute schmücken sie die Nordseite des Langhauses.

### Kirchenbänke
Die Sitzplätze im Gotteshaus von Marktsteft waren sehr begehrt. Um Streitigkeiten vorzubeugen, wurden sie durch eine Kirchenstuhlordnung vom 8. September 1625 festgelegt. Für das Kirchengestühl mussten am 11. Februar und 28. Juli Kirchenstandsgebühren bezahlt werden. Die Höhe richtete sich nach der Art und Lage des Platzes. Im Kirchenschiff standen anfangs auf der Kanzelseite zwölf und auf der Gegenseite sieben Bänke.
1678 gab es 107 Frauenplätze im Kirchenschiff und 44 Männerplätze auf der Empore. Im Jahre 1708 wuchs die Bevölkerung Marktstefts so an, dass eine neue Empore eingebaut wurde. Dies wiederholte sich 1737. Bevorzugte Plätze mit Gittern gab es bis 1868. Unter Pfarrer Michahelles verschwanden die Gitterstände, eine Besonderheit in der Region, trotz des großen Widerstandes der Bevölkerung.

### Orgel
Eine Orgel gab es erstmals im Jahr 1622 in der Stephanskirche. Bürgermeister Georg Kintzinger und seine Frau stifteten das Instrument. Während des Dreißigjährigen Krieges wurde die Orgel abgebaut und blieb bis 1649 versteckt. Im Jahr 1651 besserte die Gemeinde das Instrument aus. Im 18. Jahrhundert war die Anschaffung einer neuen Orgel notwendig. Hierzu engagierten die Marktstefter den Kitzinger Orgelbauer Johann Konrad Brandenstein, der die Orgel zwischen 1705 und 1707 aufrichtete.
Allerdings war das Instrument bereits 1736 in einem desolaten Zustand. Die Gemeinde beauftragte daraufhin den Würzburger Instrumentenmacher Johann Georg Otto, dessen neue Orgel bis 1738 fertig war. Das alte Instrument wurde nach Reiterswiesen bei Bad Kissingen geschafft, in dessen Kirche es sich noch befindet. Renovierungen nahm man in den Jahren 1765, 1799, 1849, 1878, 1888, 1913, 1933 und 1953 vor.

### Glocken
Das Geläut der Stephanuskirche besteht aus drei Glocken. Die Hosiannaglocke wurde bereits in vorreformatorischer Zeit gegossen, während die Markgrafenglocke wohl aus jüngerer Zeit stammt. Als jüngste Glocke kam die Kesselringglocke, wahrscheinlich nach der Familie des Heeres- und Luftwaffenoffiziers Albert Kesselring benannt, in die Kirche.
| Nummer | Name             | Grundton | Gussjahr  | Anmerkungen |
| ------ | ---------------- | -------- | --------- | --- |
| 1.     | Markgrafenglocke | f’       | 1786      | Die Glocke zersprang im Jahr 1786 und musste ausgebessert werden. Sie wurde im Jahr 1942 im Zuge der Metallspende des deutschen Volkes eingesammelt und nach dem Zweiten Weltkrieg auf einem Glockenfriedhof wiedergefunden. |
| 2.     | Kesselringglocke | as’      | 1953      | Die Vorgängerglocke wurde bereits 1916 abgegeben. 1916 schuf die Gießerei Hamm aus Regensburg eine neue Glocke. 1942 wurde die Glocke wieder eingeschmolzen, 1953 das Geläut erneut vervollständigt.                         |
| 3.     | Hosiannaglocke   | b’       | unbekannt | In vorreformatorischer Zeit als Taufglocke geschaffen und im Jahr 1731 vom Würzburger Gießer Johann Adam Roth umgegossen und verstärkt.                                                                                      |

### Weitere Ausstattung
Den Taufstein erhielt die Kirche durch eine Stiftung. Am 22. März 1626 brachte der Pfarrer Georg Merk den Taufstein hierher. Im Jahr 1738 beauftragte man den Marktbreiter Künstler Nikolaus Lender, den Taufstein mit Zinn zu überziehen. Der Renaissance-Taufstein, der bis 1868 vor dem Altar stand, hat einen bauchigen Sockel, der mit Akanthus verziert ist. Danach wurde er seitlich platziert. Das Taufbecken ist von vier Engelsköpfen flankiert. Eine Kopfleiste enthält Inschriften und das Wappen des Stifters. Außerdem ist das Steinmetzzeichen des Meisters Erhard Schilling zu erkennen.
Aus dem 17. Jahrhundert stammen die Fresken, die um den Chorbogen angeordnet sind. Dargestellt ist links ein Engel mit einer Geiselsäule, rechts ein Engel mit einer Himmelsleiter. 1737 wurde die Kanzel gestiftet. Die Emporen waren ursprünglich doppelstöckig, das zweite Geschoss wurde entfernt. 1934 verzierte man die Emporen mit Bildern. Auf einer Empore im Chor steht die Orgel. Ein neugotischer Kronleuchter belichtet die Kirche. Ein Gemälde des russischen Künstlers Nikolaij Peremischlev aus dem 20. Jahrhundert zeigt die Tschernobyler Passion.

## Pfarrer (Auswahl)

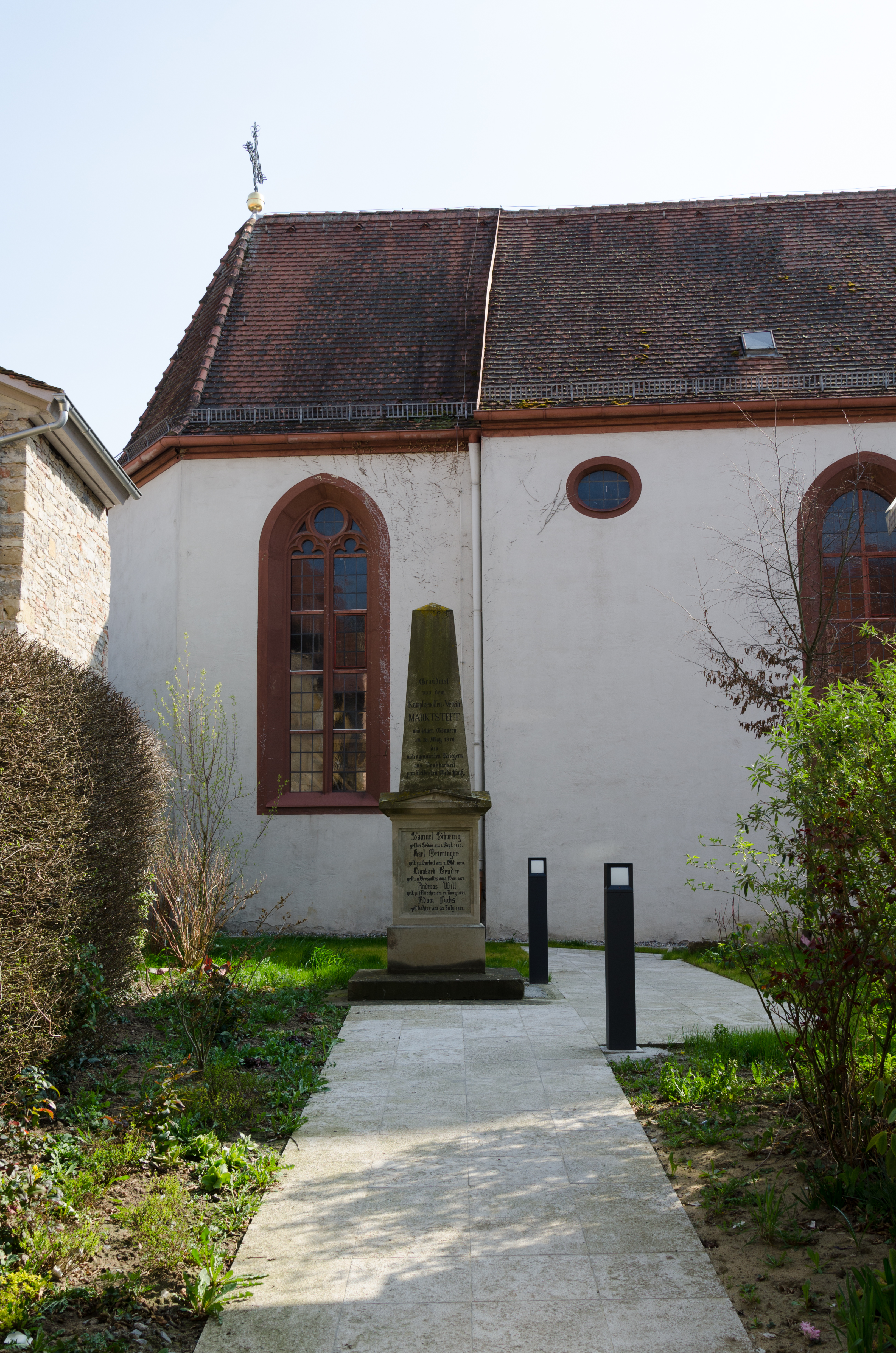
Der Chor der Kirche in Marktsteft

| Name                | Amtszeit  | Anmerkungen                                                                          |
| ------------------- | --------- | ------------------------------------------------------------------------------------ |
| Johann Heyn         | 1527–1534 | Oktober 1527 Einführung Reformation, hielt noch katholischen Gottesdienst, † um 1534 |
| Konrad Hartsfelder  | gen. 1534 | auch Hertsfelder                                                                     |
| N. Rotenberger      | gen. 1571 |                                                                                      |
| N. Amanth           | gen. 1594 |                                                                                      |
| Georgius Parthacius | 1601–1605 |                                                                                      |
| Johann Hübner       | 1608–1609 | † 1609                                                                               |
| N. Nagel            | gen. 1611 | † 1611                                                                               |
| Jakob Liebler       | 1611–1615 |                                                                                      |
| Georg Merk          | 1615–1633 |                                                                                      |
| N. Egenthaler       | 1633–1675 |                                                                                      |
| N. Stünzel          | gen. 1746 |                                                                                      |
| N. Obenberger       | 1792–1796 |                                                                                      |
| N. Knab             | ab 1796   |                                                                                      |
| N. Sucro            | gen. 1850 |                                                                                      |
| N. Freyers          | gen. 1860 |                                                                                      |
| N. Michahelles      | gen. 1868 |                                                                                      |
| N. Krauß            |           | auch Dekan                                                                           |
| N. Warttig          |           | auch Dekan                                                                           |
| N. Krauß            | 1917–1929 |                                                                                      |
| Christian Berger    | gen. 1934 |                                                                                      |
| N. Reuter           | 1954–1958 |                                                                                      |
| N. Brüggemann       | 1958–1963 |                                                                                      |
| Walter Fries        | gen. 1973 |                                                                                      |